# Pteromylaeus bovinus
La rajada tigre o bisbe (Pteromylaeus bovinus (Geoffroy Saint-Hilaire, 1817)), dit també bonjesús, milà, monja, mongeta, xutxo , és una espècie de peix cartilaginós de la família Myliobatidae.

## Descripció
El seu aspecte és semblant al de la milana, de la qual difereix per un musell més pronunciat i en punta i unes dimensions més grans (pot abastar 2,5 metros de llarg i 80 quilos de pes). El seu color és marró clar al dors i blanc al ventre; els exemplars joves són caracteritzats per set o vuit estries dorsals que desapareixen quan atenyen l'edat adulta. Les seves aletes dorsals són situades a la mateixa altura de les pèlviques.

## Distribució i hàbitat
És àmpliament present en l'oceà Atlàntic oriental, en l'Oceà Indi sud-occidental, en el Mar Mediterrani i en la mar Negra. La seva presència a l'Atlàntic és a vegades controvertida encara que amb tota probabilitat és confirmada a les costes del Marroc, Sàhara Occidental, Senegal, Illes Canàries, Madeira, Mauritània, Gàmbia. Guinea i Guinea Bissau.
↵És una espècie pròpia d'aigües temperades i tropicals així com de llacunes i estuaris fluvials.

## Biologia
Viu en grupets. La seva alimentació es compon sobretot de crustacis i mol·luscs del fons marí. Es tracta d'un animal ovovivípar; la femella pareix una ventrada de tres o quatre petits després d'una gestació molt variable i llarga, d'entre cinc i dotze mesos.